# Мосбрунн
Мо́сбрунн (нем. Moosbrunn) — коммуна в Австрии, в федеральной земле Нижняя Австрия.
Входит в состав округа Вена. Население составляет 1537 человек (на 31 декабря 2005 года). Занимает площадь 16,91 км². Официальный код — 32413.

## Политическая ситуация
Бургомистр коммуны — Карл Айхензедер (АНП) по результатам выборов 2005 года.
Совет представителей коммуны (нем. Gemeinderat) состоит из 19 мест.
- АНП занимает 10 мест.
- СДПА занимает 6 мест.
- Партия B.L.M. занимает 3 места.